# Vitali Klichkó
Vitali Volodímirovich Klichkó (ucraniano: Віта́лій Володи́мирович Кличко́, Vitali Volodímirovich Klichkó) (Belovodskoe, RSS de Kirguistán, Unión Soviética, 19 de julio de 1971) es un político ucraniano y exboxeador profesional del peso pesado.
En el boxeo profesional logró 45 victorias (41 por nocaut) y dos derrotas ante Chris Byrd y Lennox Lewis. Logró 15 victorias por el título mundial de peso pesado: tres por la OMB en 1999, y doce por el CMB en 2004 y desde 2008 hasta 2012. Fue el primer campeón del mundo de boxeo profesional en posesión de un título de doctorado. El 31 de diciembre de 2004 le fue otorgado el título más importante de su país, el Héroe de Ucrania. En diciembre de 2013, fue nombrado campeón emérito por el Consejo Mundial de Boxeo debido a que su actividad política le impedía defender el título. Ha declarado que no se retiró oficialmente, y no descarta un regreso en el futuro.
Se involucró activamente en la política ucraniana en 2005 y combinó su carrera política con el boxeo. En 2010, fundó la Alianza Democrática Ucraniana para la Reforma (UDAR). Fue miembro del Parlamento de Ucrania desde 2012 hasta 2014, y es alcalde de Kiev desde 2014.
Su hermano menor, Vladímir Klichkó, también es exboxeador y excampeón del mundo de boxeo del peso pesado.

## Biografía

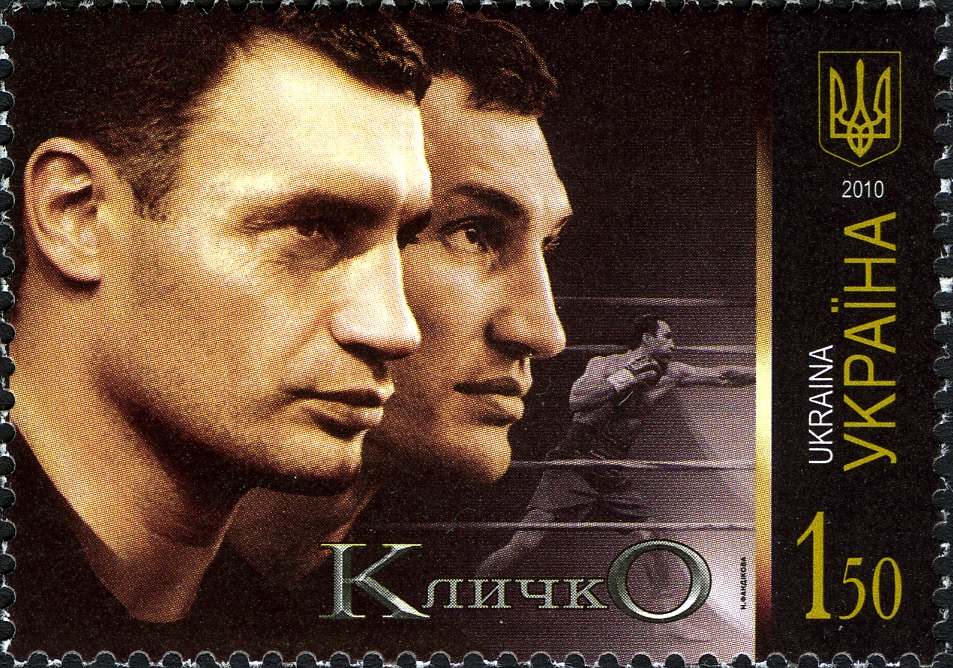
Estampilla ucraniana (2010) en la que aparece junto a su hermano Vladímir Klichkó.

Durante su carrera profesional en boxeo fue derrotado en dos ocasiones por nocaut técnico, pero estando por encima en las puntuaciones de los jueces en esas derrotas, ante Lennox Lewis, donde se paró la pelea por una herida en un ojo (los tres jueces le daban 58-56 extraoficialmente a su favor tras el sexto asalto, donde se detuvo el combate) y ante Chris Byrd (89-82, 88-83 y 88-83 le daban también extraoficialmente a su favor) donde abandonó porque se lesionó el hombro en el séptimo asalto. Al hacerse con el título del Consejo Mundial de Boxeo, Vitali y su hermano, campeón de la Federación Internacional de Boxeo, Organización Mundial de Boxeo y de la Organización Internacional de Boxeo, se convirtieron en los únicos hermanos campeones mundiales del peso pesado simultáneamente y en ese momento, en distintas organizaciones.
En 1996, fue apartado del equipo nacional ucraniano de los Juegos Olímpicos de Atlanta 1996 tras dar positivo en un control antidiopaje. En 2003, admitió haber usado esteroides. En 2013, fue relacionado con la mafia.
En 2014 fue elegido alcalde de Kiev, y en 2022 participó en la defensa de su ciudad ante la invasión rusa.

## Récord profesional
| 45 ganadas (41 KO), 2 derrotas |        |                     |      |         |        |                          |                                        | |
| Resultado.                     | Record | Oponente            | Tipo | Round.  | Tiempo | Fecha                    | Localidad                              | Notas |
| Victoria                       | 45–2   | Manuel Charr        | TKO  | 4 (12)  | 2:04   | 8 de septiembre de 2012  | Olimpiyskiy, Moscú, Rusia              | Retiene el título WBC.                                                                                      |
| Victoria                       | 44–2   | Derek Chisora       | UD   | 12 (12) | 3:00   | 13 de febrero de 2012    | Múnich, Alemania                       | Retiene el título WBC.                                                                                      |
| Victoria                       | 43–2   | Tomasz Adamek       | TKO  | 10 (12) | 2:20   | 10 de septiembre de 2011 | Breslavia, Polonia                     | Retiene el título WBC.                                                                                      |
| Victoria                       | 42–2   | Odlanier Solís      | KO   | 1 (12)  | 3:00   | 19 de marzo de 2011      | Colonia, Alemania                      | Retiene el título WBC.                                                                                      |
| Victoria                       | 41–2   | Shannon Briggs      | UD   | 12 (12) | 3:00   | 6 de octubre de 2010     | Gelsenkirchen, Alemania                | Retiene el título WBC.                                                                                      |
| Victoria                       | 40–2   | Albert Sosnowski    | KO   | 10 (12) | 3:00   | 29 de mayo de 2010       | Gelsenkirchen, Alemania                | Retiene el título WBC.                                                                                      |
| Victoria                       | 39–2   | Kevin Johnson       | UD   | 12 (12) | 3:00   | 12 de diciembre de 2009  | Berna, Suiza                           | Retiene el título WBC.                                                                                      |
| Victoria                       | 38–2   | Chris Arreola       | TKO  | 10 (12) | 3:00   | 26 de septiembre de 2009 | Los Ángeles, California, EE. UU.       | Retiene el título WBC.                                                                                      |
| Victoria                       | 37–2   | Juan Carlos Gómez   | TKO  | 9 (12)  | 1:48   | 21 de marzo de 2009      | Stuttgart, Baden-Wurttemberg, Alemania | Retiene el título WBC.                                                                                      |
| Victoria                       | 36–2   | Samuel Peter        | RTD  | 9 (12)  | 3:00   | 11 de octubre de 2008    | Berlín, Alemania                       | Retiene el título WBC.                                                                                      |
| Victoria                       | 35–2   | Danny Williams      | TKO  | 8 (12)  | 1:26   | 11 de diciembre de 2004  | Las Vegas, Nevada, EE. UU.             | Retiene el título WBC y The Ring.                                                                           |
| Victoria                       | 34–2   | Corrie Sanders      | TKO  | 8 (12)  | 2:46   | 24 de abril de 2004      | Los Ángeles, California, EE. UU.       | Ganó el título mundial WBC y The Ring.                                                                      |
| Victoria                       | 33–2   | Kirk Johnson        | TKO  | 2 (12)  | 2:54   | 6 de diciembre de 2003   | Nueva York, EE. UU.                    | Consiguió el título de candidato oficial para el título mundial WBC.                                        |
| Derrota                        | 32–2   | Lennox Lewis        | TKO  | 6 (12)  | 3:00   | 21 de junio de 2003      | Los Ángeles, California, EE. UU.       | Combate por los títulos mundiales del WBC y de la IBO. Klitschko pierde por TKO. Motivo: Un corte profundo. |
| Victoria                       | 32–1   | Larry Donald        | TKO  | 10 (12) | 2:35   | 23 de noviembre de 2002  | Dortmund, Alemania                     | Retiene el título intercontinental de WBA.                                                                  |
| Victoria                       | 31–1   | Vaughn Bean         | TKO  | 11 (12) | 1:40   | 8 de febrero de 2002     | Braunschweig, Alemania                 | Retiene el título intercontinental de WBA.                                                                  |
| Victoria                       | 30–1   | Ross Puritty        | TKO  | 11 (12) | 1:16   | 8 de diciembre de 2001   | Oberhausen, Alemania                   | Retiene el título intercontinental de WBA.                                                                  |
| Victoria                       | 29–1   | Orlin Norris        | KO   | 1 (12)  | 1:09   | 27 de enero de 2001      | Múnich, Alemania                       | Combate por el título de campeón intercontinental de WBA.                                                   |
| Victoria                       | 28–1   | Timo Hoffmann       | UD   | 12 (12) | 3:00   | 25 de noviembre de 2000  | Hannover, Alemania                     | Combate por el título de campeón mundial de EBU.                                                            |
| Derrota                        | 27–1   | Chris Byrd          | RTD  | 9 (12)  | 3:00   | 1 de abril de 2000       | Berlín, Alemania                       | Perdió el título mundial de WBO. Klitschko se negó a continuar el combate; por lesión en el hombro.         |
| Victoria                       | 27–0   | Obed Sullivan       | TKO  | 9 (12)  | 3:00   | 11 de diciembre de 1999  | Hamburgo, Alemania                     | Retiene el título mundial de WBO.                                                                           |
| Victoria                       | 26–0   | Ed Mahone           | TKO  | 3 (12)  | 1:45   | 9 de octubre de 1999     | Oberhausen, Alemania                   | Retiene el título mundial de WBO.                                                                           |
| Victoria                       | 25–0   | Herbie Hide         | KO   | 2 (12)  | 1:14   | 26 de junio de 1999      | Londres, Inglaterra, Gran Bretaña      | Retiene el título mundial de WBO.                                                                           |
| Victoria                       | 24–0   | Ismael Youla        | TKO  | 2 (12)  | 1:30   | 20 de febrero de 1999    | Hamburgo, Alemania                     | Retiene el título de EBU.                                                                                   |
| Victoria                       | 23–0   | Francesco Spinelli  | TKO  | 1 (12)  | 1:49   | 5 de diciembre de 1998   | Kiev, Ucrania                          | Retiene el título de EBU.                                                                                   |
| Victoria                       | 22–0   | Mario Schiesser     | TKO  | 2 (12)  | 2:00   | 24 de octubre de 1998    | Hamburgo, Alemania                     | Combate por el título EBU.                                                                                  |
| Victoria                       | 21–0   | Ricardo Kennedy     | TKO  | 1 (8)   | 1:31   | 11 de agosto de 1998     | Miami, Florida, EE. UU.                | Combate por el título EBU.                                                                                  |
| Victoria                       | 20–0   | José Ribalta        | TKO  | 2 (12)  | Н/Д    | 5 de junio de 1998       | Hamburgo, Alemania                     | |
| Victoria                       | 19–0   | Dicky Ryan          | TKO  | 5 (12)  | Н/Д    | 2 de mayo de 1998        | Lübeck, Alemania                       | |
| Victoria                       | 18–0   | Julius Francis      | TKO  | 2 (12)  | Н/Д    | 18 de abril de 1998      | Aquisgrán, Alemania                    | |
| Victoria                       | 17–0   | Levi Billups        | KO   | 2 (10)  | Н/Д    | 20 de marzo de 1998      | Fráncfort del Meno, Alemania           | |
| Victoria                       | 16–0   | Louis Monaco        | KO   | 3 (10)  | Н/Д    | 7 de marzo de 1998       | Colonia, Alemania                      | |
| Victoria                       | 15–0   | Alben Belinski      | KO   | 2 (8)   | Н/Д    | 30 de enero de 1998      | Múnich, Alemania                       | |
| Victoria                       | 14–0   | Marcus Rhode        | TKO  | 2 (8)   | Н/Д    | 18 de enero de 1998      | Berlín, Alemania                       | |
| Victoria                       | 13–0   | Anthony Willis      | KO   | 5 (8)   | Н/Д    | 20 de diciembre de 1997  | Berlín, Alemania                       | |
| Victoria                       | 12–0   | Herman Delgado      | TKO  | 3 (8)   | Н/Д    | 29 de noviembre de 1997  | Karlsruhe, Alemania                    | |
| Victoria                       | 11–0   | Gilberto Williamson | KO   | 6 (6)   | Н/Д    | 8 de noviembre de 1997   | Fráncfort del Meno, Alemania           | |
| Victoria                       | 10–0   | Will Hinton         | KO   | 2 (6)   | Н/Д    | 4 de octubre de 1997     | Hannover, Alemania                     | |
| Victoria                       | 9–0    | Jimmy Haynes        | KO   | 2 (6)   | Н/Д    | 14 de junio de 1997      | Aquisgrán, Alemania                    | |
| Victoria                       | 8–0    | Cleveland Woods     | KO   | 2 (6)   | 2:16   | 10 de mayo de 1997       | Fráncfort del Meno, Alemania           | |
| Victoria                       | 7–0    | Derrick Roddy       | TKO  | 2 (6)   | 2:14   | 12 de abril de 1997      | Aquisgrán, Alemania                    | |
| Victoria                       | 6–0    | Calvin Jones        | KO   | 1 (6)   | 2:58   | 8 de marzo de 1997       | Colonia, Alemania                      | |
| Victoria                       | 5–0    | Troy Roberts        | KO   | 2 (6)   | Н/Д    | 22 de febrero de 1997    | Hamburgo, Alemania                     | |
| Victoria                       | 4–0    | Mike Acklie         | KO   | 1 (6)   | 0:32   | 25 de enero de 1997      | Stuttgart, Alemania                    | |
| Victoria                       | 3–0    | Brian Sargent       | TKO  | 2 (6)   | 1:08   | 21 de diciembre de 1996  | Fráncfort del Meno, Alemania           | |
| Victoria                       | 2–0    | Frantisek Sumina    | TKO  | 1 (4)   | 1:12   | 30 de noviembre de 1996  | Wiener Neustadt, Austria               | |
| Victoria                       | 1–0    | Tony Bradham        | KO   | 2 (4)   | 1:14   | 16 de noviembre de 1996  | Hamburgo, Alemania                     | Debut profesional de Vitali.                                                                                |